# Pádraig Harrington

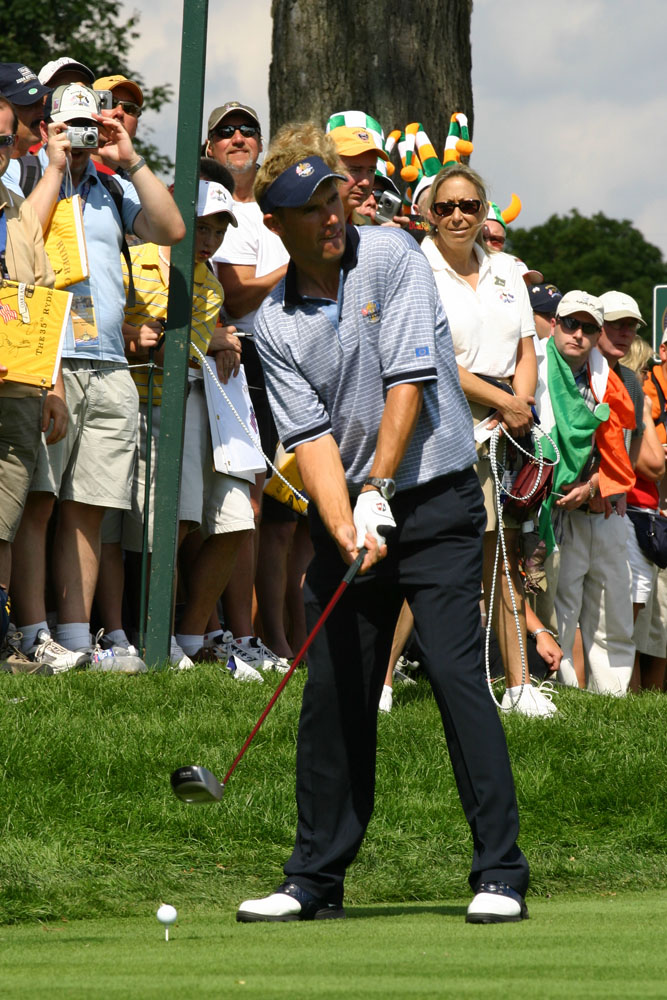
Pádraig Harrington.

Pádraig Harrington (Dublín, 31 de agosto de 1971) es un golfista profesional irlandés, ganador del Abierto británico de golf en los años 2007 y 2008 y del PGA Championship en el 2008.

## CampeonatosMajor

### Victorias (3)
| Año  | Campeonato                | Posición tras 54 hoyos    | Resultado ganador    | Margen de victoria | Segundo Lugar             |
| 2007 | The Open Championship     | 6 golpes detrás del líder | -7 (69-73-68-67=277) | Desempate1         | Sergio García             |
| 2008 | The Open Championship (2) | 2 golpes detrás del líder | +3 (74-68-72-69=283) | 4 golpes           | Ian Poulter               |
| 2008 | PGA Championship          | 3 golpes detrás del líder | -3 (71-74-66-66=277) | 2 golpes           | Sergio García; Ben Curtis |

1 Venció a Sergio García por un golpe en un desempate a cuatro hoyos: Harrington (3-3-4-5=15), García (5-3-4-4=16)

### Historial de resultados
| Torneo                | 1996 | 1997 | 1998 | 1999 |
| --------------------- | ---- | ---- | ---- | ---- |
| The Masters           | DNP  | DNP  | DNP  | DNP  |
| U.S. Open             | DNP  | CUT  | T32  | DNP  |
| The Open Championship | T18  | T5   | CUT  | 29   |
| PGA Championship      | DNP  | CUT  | DNP  | DNP  |

| Torneo                | 2000 | 2001 | 2002 | 2003 | 2004 | 2005 | 2006 | 2007 | 2008 | 2009 |
| --------------------- | ---- | ---- | ---- | ---- | ---- | ---- | ---- | ---- | ---- | ---- |
| The Masters           | T19  | T27  | T5   | CUT  | T13  | CUT  | T27  | T7   | T5   | T35  |
| U.S. Open             | T5   | T30  | T8   | T10  | T31  | CUT  | 5    | CUT  | T36  | CUT  |
| The Open Championship | T20  | T37  | T5   | T22  | CUT  | DNP  | CUT  | 1    | 1    | T65  |
| PGA Championship      | T58  | CUT  | T17  | T29  | T45  | CUT  | CUT  | T42  | 1    | T10  |

DNP = no jugó

CUT = no pasó el corte a 36 hoyos

"T" = empatado en la posición

Las victorias se destacan con fondo en color verde. Los resultados entre los diez primeros lugares se destacan en color amarillo.